# Kraftwerk Stensele
Das Kraftwerk Stensele ist ein Wasserkraftwerk in der Gemeinde Storuman, Provinz Västerbottens län, Schweden, das am Ume älv liegt. Es ging 1960 in Betrieb. Das Kraftwerk ist im Besitz von Vattenfall und wird auch von Vattenfall betrieben. Der Ort Stensele liegt etwa 2,5 Kilometer vom Kraftwerk entfernt auf der linken Seite des Stausees.

## Absperrbauwerk
Das Absperrbauwerk besteht aus einem Staudamm mit einer Höhe von 25 m. Die Wehranlage mit den zwei Wehrfeldern und das Maschinenhaus befinden sich in der Mitte des Damms.
Das Stauziel liegt zwischen 318 und 318,5 m über dem Meeresspiegel. Der Stausee erstreckt sich über eine Fläche von 9 km² und fasst 5 Mio. m³ Wasser.

## Kraftwerk
Das Kraftwerk ging 1960 in Betrieb. Es verfügt mit einer Kaplan-Turbine über eine installierte Leistung von 49,3 (bzw. 50 54 oder 57,6) MW. Die durchschnittliche Jahreserzeugung liegt bei 245 (bzw. 246 oder 260) Mio. kWh.
Die Fallhöhe beträgt 19 (bzw. 19,3) m. Der maximale Durchfluss liegt bei 300 (bzw. 315) m³/s; der minimale Durchfluss beträgt 90 m³/s.
Die Turbine wurde im Sommer 2008 überholt.